# توماس فونتین
توماس فونتین (انگلیسی: Thomas Fontaine؛ زادهٔ ۸ مهٔ ۱۹۹۱) بازیکن فوتبال اهل فرانسه است.
از باشگاه‌هایی که در آن بازی کرده‌است می‌توان به باشگاه فوتبال کلرمون فوت، باشگاه فوتبال المپیک لیون، باشگاه فوتبال اوسر، باشگاه فوتبال استاد رنس، و باشگاه فوتبال لوریان اشاره کرد.
وی همچنین در تیم‌های ملی فوتبال زیر ۲۰ سال فرانسه و ماداگاسکار بازی کرده‌است.